# Haselwurzblättriger Baldrian
Der Haselwurzblättrige Baldrian (Valeriana asarifolia) ist eine Pflanzenart aus der Gattung der Baldriane (Valeriana) innerhalb der Familie der Geißblattgewächse (Caprifoliaceae).

## Beschreibung

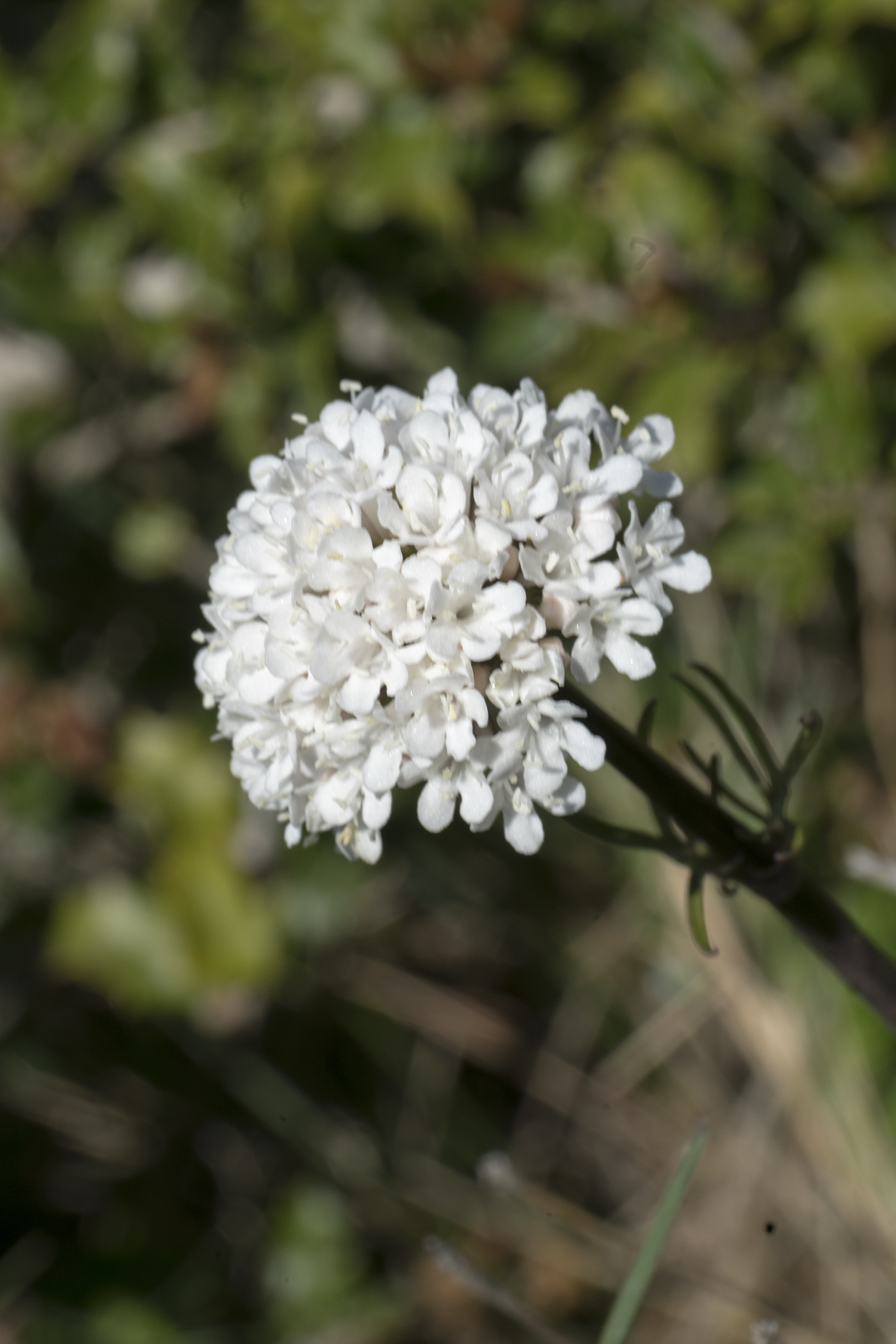
Blütenstand

### Vegetative Merkmale
Der Haselwurzblättrige Baldrian ist eine ausdauernde krautige Pflanze, die Wuchshöhen von 25 bis 50 Zentimetern erreicht. Der kahle Stängel wächst aufrecht.
Die Grundblätter sind gestielt und ihre Blattspreite ist rundlich oder nierenförmig mit herzförmiger Spreitenbasis und gekerbtem Rand. Die Stängelblätter sind gegenständig, sitzend und fiederteilig.

### Generative Merkmale
Die Blütezeit reicht von März bis Mai. Viele Blüten befinden sich in einem zusammengesetzten, zymösen Blütenstand.
Die zwittrigen Blüten sind radiärsymmetrisch mit doppelter Blütenhülle. Die weißen oder rosafarbenen Kronblätter sind zu einer 5 bis 6,5 Millimeter langen, schmalen Kronröhre verwachsen, am Grunde leicht ausgesackt ist. Es sind drei Staubblätter vorhanden. Der Fruchtkelch ist fedrig.
Die Chromosomenzahl beträgt 2n = 16.

## Vorkommen
Der Haselwurzblättrige Baldrian kommt in Griechenland, auf Kreta und auf Inseln der Ägäis vor. Er wächst in schattigen Felsfluren und in Felsspalten besonders von Kalkfelsen.

## Taxonomie
Die Erstbeschreibung von Valeriana asarifolia erfolgte 1811 durch Pierre Dufresne in Histoire Naturelle et Médicale de la Famille des Valérianées, Seite 44.